# Reginald d'Orleans
Reginald d'Orleans († febrer de 1220, Notre-Dame-des-Champs) fou un frare dominic francès, beatificat pel papa Pius IX el 1875.

Després d'haver exercit durant molts anys el càrrec de professor de dret canònic a La Sorbona de París, passà a ser degà a la Universitat d'Orleans. El 1218 demanà acompanyar a Roma el seu bisbe Manassès de Seignelay, qui s'havia de trobar amb el Papa Honori III per peregrinar després a Jerusalem.
A Roma conegué el cardenal Ugolino di Conti, qui després serà el Papa Gregori IX, i ell li presentà Domènec de Guzman, que el fascinà amb els seus ideals de pobresa. Durant la seva estada a Roma, emmalaltí greument, Domènec el visità i llavors Reginald li prometé que si guaria, entraria a l'Orde de Predicadors.
Durant la seva malaltia Reginald tingué una aparició de la Mare de Déu, que li mostrà l'hàbit blanc dels dominics, invitant-lo que el vestís. Reginald guarí miraculosament i pronuncià els vots religiosos en mans de Domènec, que l'invità a seguir-lo a Bolonya. A la Universitat de Bolonya molts estudiants i professors quedaren vivament impressionats per la predicació de Reginald, entre ells el Mestre Moneta i Roland de Cremona, que un dimecres de cendra l'invitaren perquè entrés a l'Orde dels dominics.
Reginald es quedà a Bolonya un any com prior, mentre Domènec es trobava a Espanya i a França. Quan Domènec tornà, demanà que Reginald anés a París, on l'Orde el necessitava. També a París Reginald fou prior del convent dels dominics de Saint-Jacques i amb la seva predicació inflamà l'ànim de molts professors i estudiants de La Sorbona, entre ells Jordà de Saxònia, qui després fou el successor de Domènec com a Mestre General de l'Orde de Predicadors.
De nou malalt Reginald volgué continuar duent una vida molt dura, marcada per les contínues penitències que ell considerava un plaer, car deia: «No es pot seguir Jesús sense la creu! No crec que hagi adquirit cap mèrit particular entrant a l'Orde, perquè hi he estat sempre molt feliç». Jordà de Saxònia digué d'ell: «La seva eloqüència era infuocata i la seva paraula, com fiaccola ardent, inflamava l'ànim dels ascoltatori, molt pocs tenien el cor tan endurit com per resistir la calor d'aquell foc. Semblava un segon Elies».